# Bartolomeo Pellerano

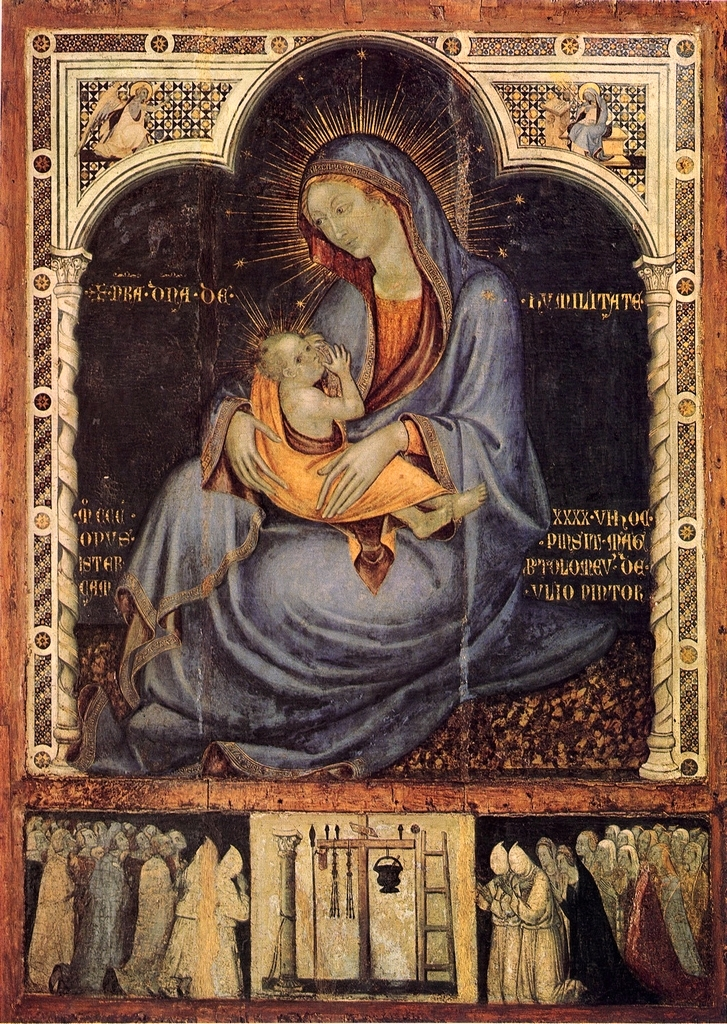
Madonna dell'Umiltà, 1347, tempera su tavola, Palazzo Abatellis, Palermo

Bartolomeo Pellerano, noto anche come Bartolomeo da Camogli o Bartolomeus de Camulio (Genova, 1300 circa – entro il 1348 ?), è stato un pittore italiano.

## Biografia
Unica opera sicuramente del pittore pervenutaci è la Madonna dell'umiltà, firmata e datata 1346, storicamente già nel chiostro della chiesa di San Francesco a  Palermo dove i genovesi avevano una cappella, e ora custodita presso il Palazzo Abatellis di Palermo.
L'opera evidenzia sia influenze artistiche toscane, in particolare senesi, sia elementi avignonesi, che si diffusero a quei tempi, per gran parte dell'Italia settentrionale e tirrenica.